# دیوید انگل (تنیس‌باز)
 دیوید انگل (انگلیسی: David Engel؛ زاده ۱۷ اکتبر ۱۹۶۷) یک تنیس‌باز اهل سوئد است. 